# Districtul Jura bernois
Districtul Jura bernois (franc. Arrondissement administratif Jura bernois; germ. Verwaltungskreis Berner Jura) este situat în cantonul Berna, Elveția. Districtul a luat naștere la 1 ianuarie 2010 prin unirea districtelor Moutier și La Neuveville. Districtul se întinde pe o suprafață de 541.75 km², cuprinde 49 localități și are o populație de 51.539 loc.